# 舜天
舜天（しゅんてん、1166年（乾道2年） - 1237年（嘉煕元年））は、舜天王統の開祖とされる人物で、琉球の正史（史書）では初代琉球国王と位置づけられている。在位51年（1187年（淳煕14年） - 1237年（嘉煕元年））。神号は尊敦（そんとん）。
琉球に渡った源為朝を父とする出自伝説をもつが、舜天と彼を含む王統に関しては伝説上の人物と考えられる。舜天は15歳で浦添按司となり、その後、天孫氏を滅ぼした逆臣・利勇を討ち、22歳で琉球国中山王に即位したとされる（なお、歴史上国号が「琉球国中山」に定まるのは中国（明）に朝貢した1372年以降の事であり、これは史書による追封号と言う事になる）。
72歳で死去し、世子の舜馬順煕が王位を継いだ。「舜天」という名は、死後に付けられた諡号ではないかと考えられている。

## 名前
「舜天」という名前は、「首里の王」という意味の「首里天（しゅりてん）」からの連想と考えられ、神号の「尊敦」もそれに近い音とされる。また、中国神話に現れる聖天子・舜を想起させる名前である。舜天をはじめとする舜天王統3代の名前は、『おもろさうし』や『歴代宝案』に見受けられる琉球の人名の漢字・かな表記とは特殊で、後世になって付けられた諡（おくりな）ではないかと思われる。また、『中山世譜』によれば、舜天の神号を「尊敦（そんとん）」としているが、『中山世鑑』は、「舜天尊敦」とだけ記されている。東恩納寛惇は、「尊敦（スントゥン）」と「舜天（シュンティン、スンティン）」の方言名から、これらは同じ根源をもつ語ではないかと述べている。

## 経歴

### 実在性
舜天の実在を証明する史料は全く残っていない。また、彼を祖とする舜天王統に関しても、存在さえ不明であり、実在しない伝説上の王統と考えられる。しかし、伊波普猷は、『沖縄歴史物語』において、1522年（嘉靖元年）の「国王頌徳碑（石門之東之碑文）」の碑文より、実在する人物と解し、舜天王統の成立から建立まで約3世紀しか経過しておらず、舜天の事績が伝説化されていたとしても、幾分は伝承されていたと述べた。また、喜舎場一隆によれば、舜天の活動期がおもろの盛行期の13世紀初頭でありながら、他の王統の始祖がおもろで聖王として謡われているのに対して舜天が脱落していることであり、舜天の実在はおもろからすると否定的に考えられるが、1543年（嘉靖22年）の「国王頌徳碑（かたのはなの碑）」に「大琉球国中山王尚清は、そんとんよりこのかた二十一代の王の御くらいを、つぎめしよわちへ」と記され、実在性をまったく否定することもできないと述べている。

### 出自

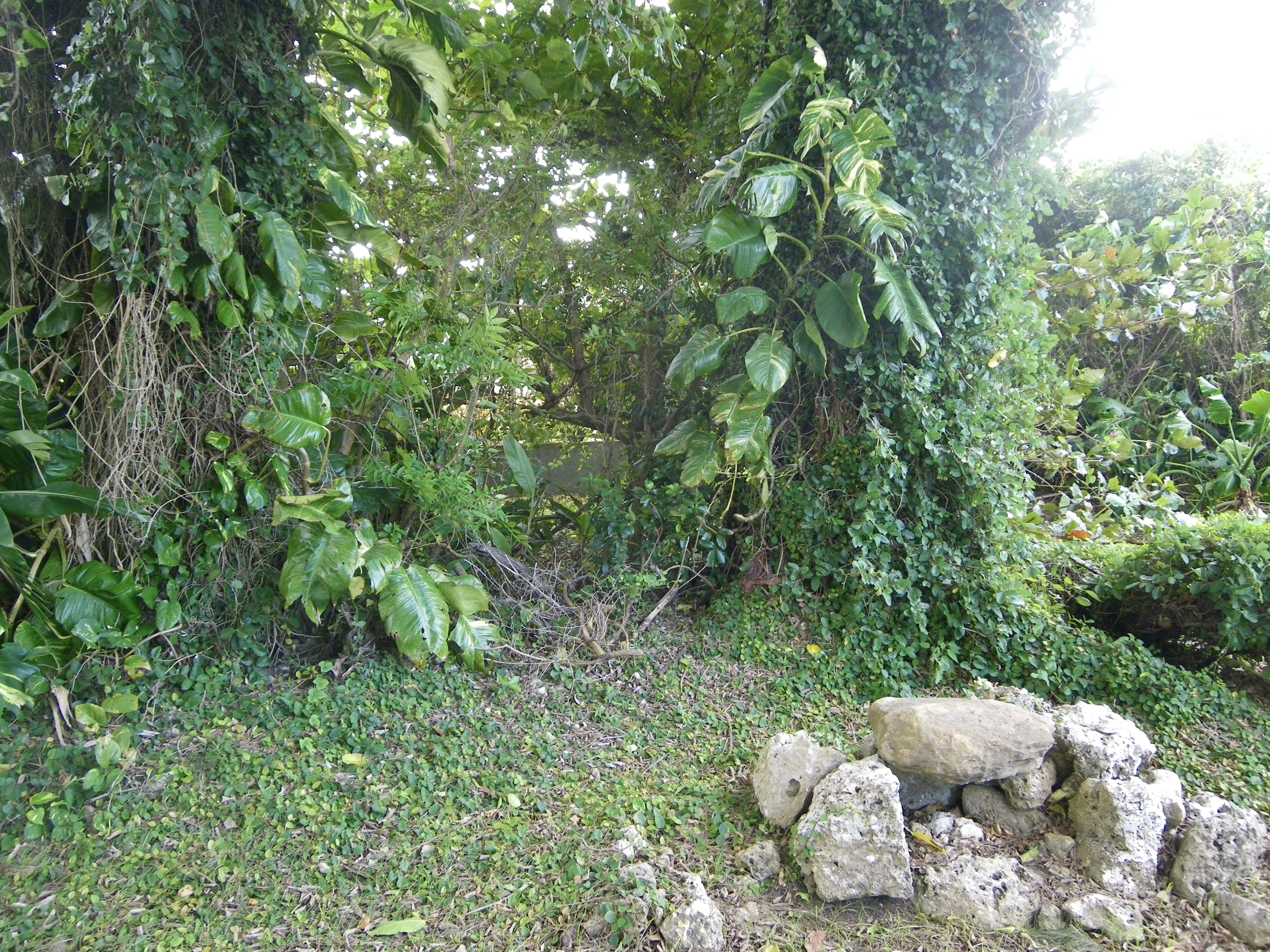
沖縄県糸満市字大里にある「和解森（わどきな、ワドキナー）」。伝承によれば、源為朝が渡来した際、大里按司の妹と会った場所といわれる。周辺住民から「大和為朝の跡」とも呼ばれているが、その由来は不明である。

『中山世鑑』や『中山世譜』によれば、舜天の父は「鎮西八郎為朝公」、すなわち源為朝としている。また『中山世譜』は、舜天の姓を「源（みなもと）」としているが、これは「鎮西八郎為朝公」を父としているからである。『中山世鑑』の為朝伝説は、『保元物語』を参考にしており、1165年（永万元年）に為朝が渡った鬼が島を琉球に置き換えて、舜天の出生につなげている。
舜天の母は「大里按司の妹」と伝えられる。ここで、「大里」は東の島添大里（南城市大里）、もしくは西の島尻大里（糸満市字大里）のどちらの地域に比定されるかが問題となる。また、洪武年間（1368年 - 1398年）における中国への使者名に、「大里（ウフザト）」と「島尻（シマジリ）」とあり、さらに、1450年の『海東諸国紀』所載の「琉球国図」に「島尻城」と記されていることから、島添大里は「大里」、島尻大里は「島尻」といわれ、大里按司は東の島添大里を支配していたと考えられる。『中山世鑑』には、沖縄本島南部の大里按司の妹と為朝が通じ合い、子・舜天は即位するまで、距離の離れた本島中部の浦添を拠点にしていたというが、島村幸一は、1795年に四国に漂着した琉球人の見聞録『琉球人話』から、為朝は大里按司の婿になり、この地で『琉球人話』にいう「大里親方」になったと考えるのが理解しやすいと述べた。
『中山世譜』によれば、舜天の誕生した年は「乾道二年（1166年）」とある。しかし、『中山世鑑』には、舜天の生誕年に関する記述は無く、「南宋淳煕七年 御年十五歳」から逆算して、『中山世譜』に生誕年を割り出したのではないかと思われる。

### 幼年・青年期

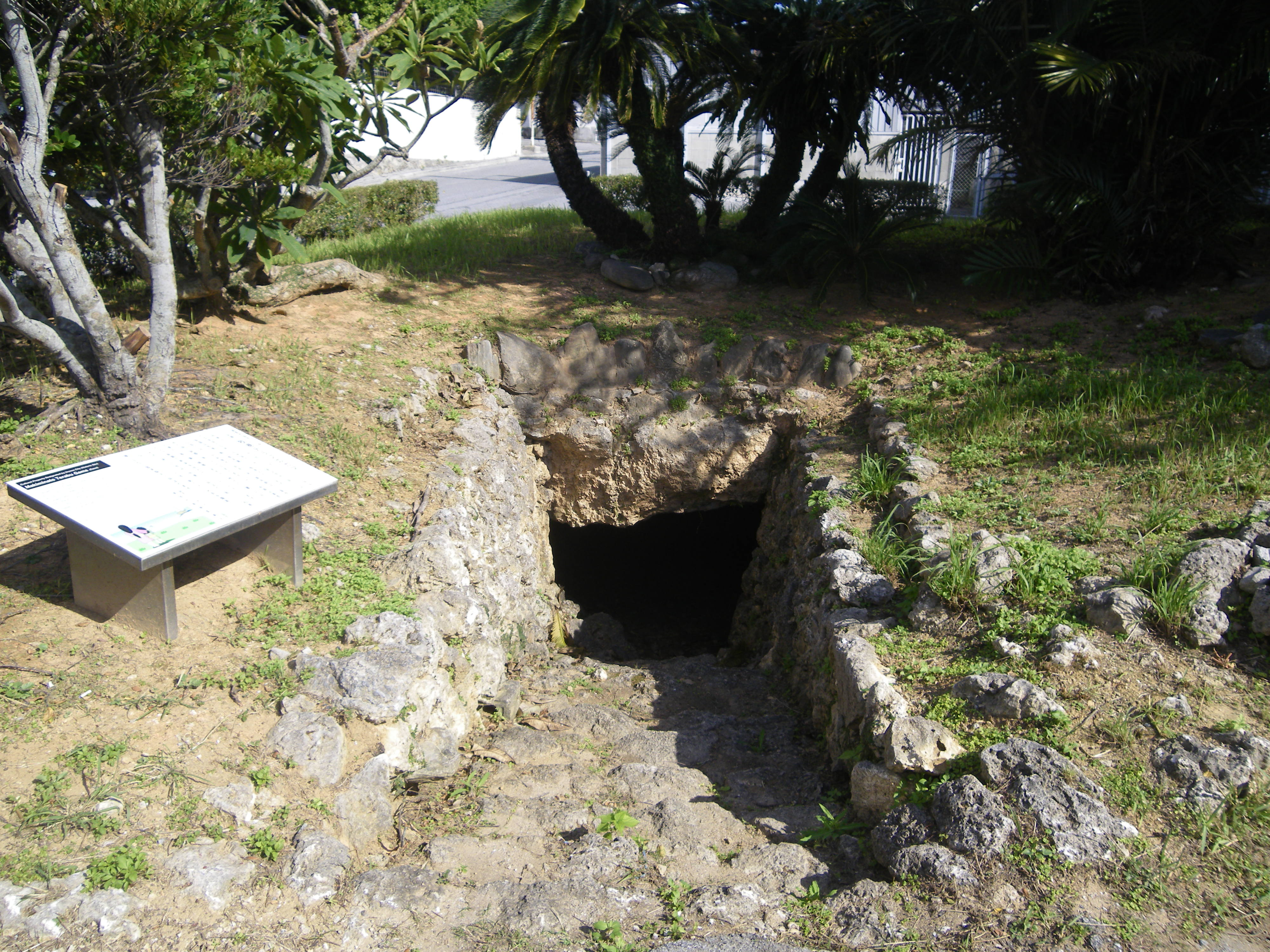
牧港テラブのガマ。

為朝は大里按司の妹と通じ合い、誕生した男子を「尊敦（そんとん）」と名付けた。『中山世鑑』には、為朝は望郷の念に駆られ、妻子とともに故郷へ向けて出港しようとするが、船に女房を乗せると龍神の怒りを買い、遭難してしまうと言われ、為朝は泣く泣く妻子を置いて帰ってしまった、とある。舜天（尊敦）とその母が、父の帰りを待ちわびたという洞窟（ガマ）が沖縄県浦添市牧港（まきみなと）に所在する。標高約20メートルの琉球石灰岩台地に形成された自然の洞窟で、「牧港テラブのガマ」と呼ばれる。
母親と共に浦添に居住を構えた尊敦は成長し、10歳になる頃には他よりも器量が優れていたという。1180年（淳煕7年）、15歳で人民から推挙され、浦添按司となった。その頃、首里城で天孫氏が琉球を治めていたが、臣下の利勇が、毒の入った酒を薬と偽り、王に飲ませて殺害し、自らを中山王と称した。この出来事を知った尊敦は、利勇を倒すべく、父の形見である鎧と兜を着け、弓と24本の矢、黄金作りの太刀を装備し、そして金覆輪の鞍を置いた鹿毛の馬に乗り、50余りの騎兵を連れて、首里城へ出陣した。尊敦率いる軍勢の奇襲により、利勇は戦意を無くし、妻子を刺殺した後、自らの腹を切り命を絶った。1187年（淳煕14年）、尊敦は22歳で中山王として即位した。

### 即位後

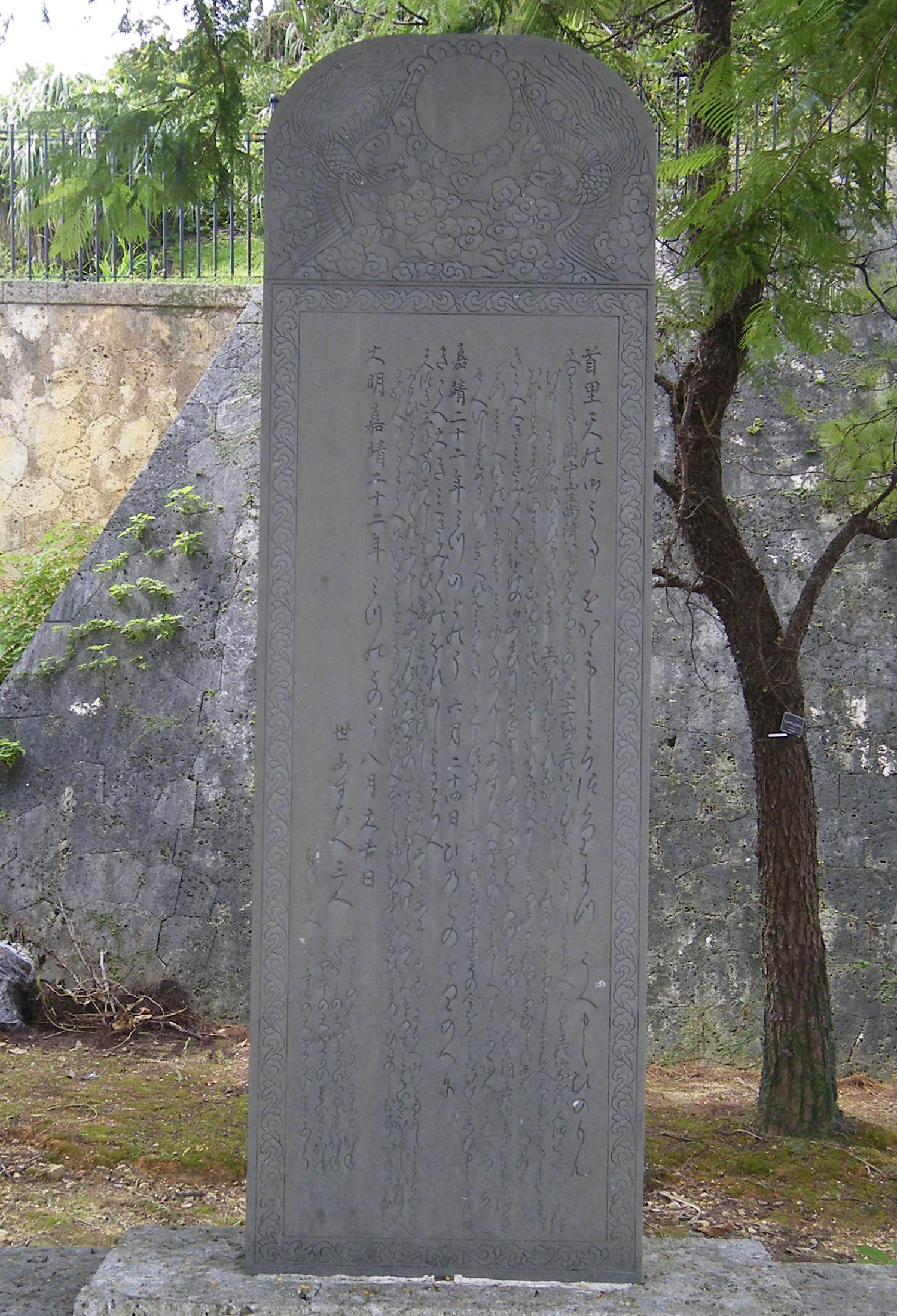
国王頌徳碑（かたのはなの碑）、沖縄県那覇市に所在。

即位後の舜天の事績に関して、『中山世鑑』の舜天の治世を表した「恩光に照らされて」の箇所は、『保元物語』冒頭部の鳥羽天皇の統治を表現した部分を引用している。舜天は、新しく法律を制定し、それに則った政治を行ったとされる。また『球陽』によれば、舜天が王位に就いたとされる1187年（淳煕14年）頃から、暦は夏正が使用されたという。
『中山世譜』によれば、天孫氏王統が王城を首里に築き、舜天やその後の王統も首里城を居城としていたという。しかし、舜天王統は浦添城を居城としていたと伝えられ、首里に遷都したのは、察度王統もしくは三山統一後の第一尚氏王統と思われる。
『中山世鑑』によれば、舜天以降、「琉球国中山王」を継承したとしているが、「琉球国中山王」と君主号を自称したのは、明の朱元璋から招来を受けた察度が始まりとされ、次代の武寧以降から、明より「琉球国中山王」として冊封を受けた。『中山世鑑』などの琉球の正史は、初代の王を舜天としており、『中山世鑑』成立前の1522年（嘉靖元年）の「国王頌徳碑（石門之東之碑文）」と、1543年（嘉靖22年）の「国王頌徳碑（かたのはなの碑）」から、王国内で舜天を初代の琉球国王として認識していたと考えられる。しかし、舜天が統治していたとされる頃は小規模のグスクが各地に点在し、沖縄本島全域を支配した人物は存在しなかったとされ、浦添という一地域を統治していただけに過ぎないとも言われている。
舜天は生まれつき、頭の右上にこぶがあり、それを隠すために、右寄りに髪を結っていたとされ、即位後に人民もそれに倣って欹髻（かたかしら）を結ったという。これが、琉球における男性の髪型で、15 - 16世紀の漂流民の見聞を記録した『朝鮮王朝実録』によれば、左頭部に髪を結っていたと記され、片頭から頭頂へと位置が変化したとされる。
1237年（嘉煕元年）、在位51年にして72歳で死去し、世子の舜馬順煕が即位した。『中山世譜』によれば、妃は不伝とある。後世に尊称として「舜天」という諡号が与えられた。

## 琉球における為朝伝説

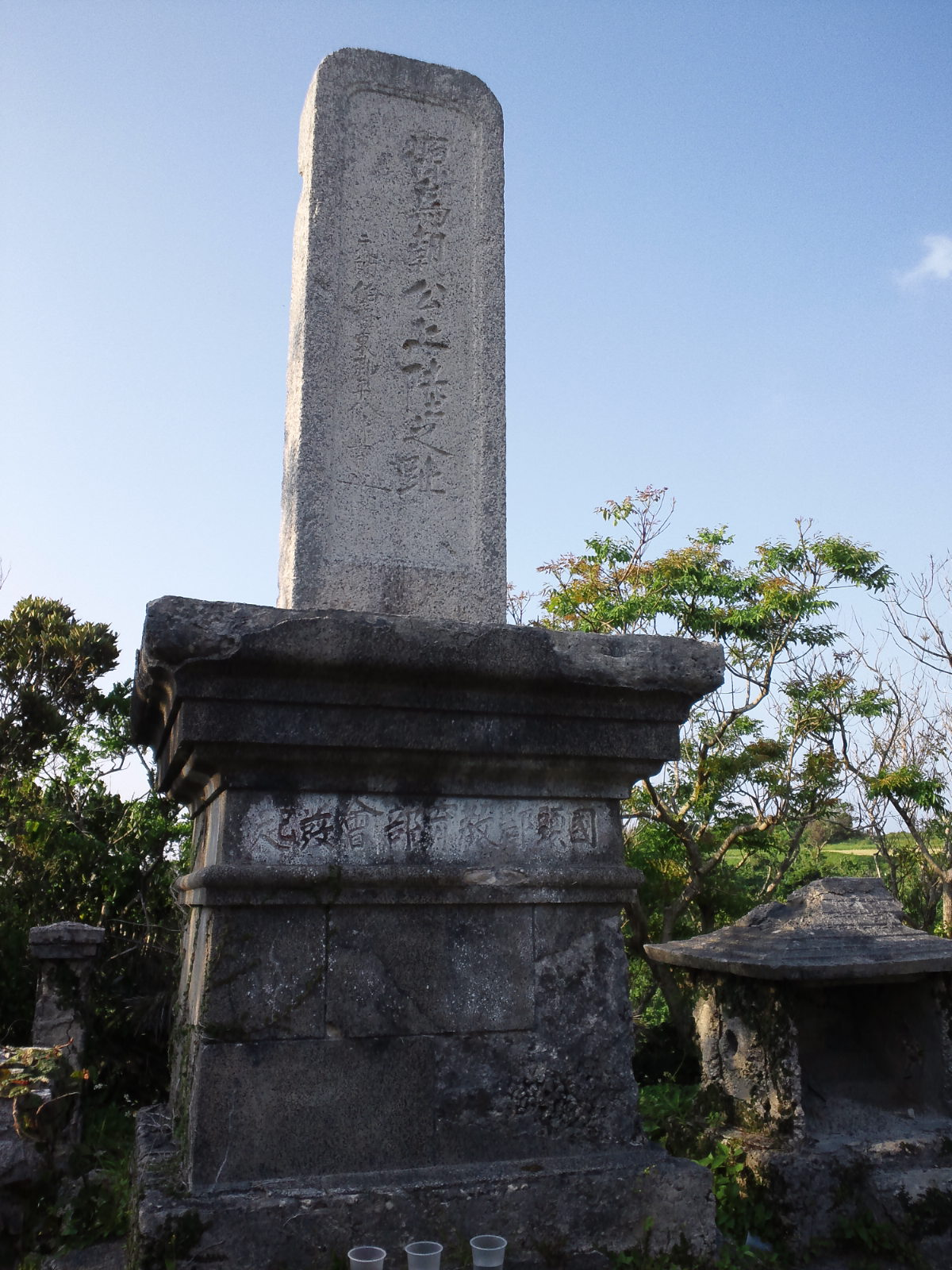
源為朝公上陸之跡碑。

1165年（長寛3年）3月に伊豆大島を脱出して鬼ヶ島に渡り、周辺の島々を征服したといわれる源為朝は、沖縄本島北部の運天港に上陸した後、大里按司の妹と通じて後の舜天である尊敦を生んだとされ、この伝説は鬼ヶ島を琉球とする説から始まる。琉球の為朝伝説に関する記述で最も古い文献は、月舟寿桂の『幻雲文集』（1572年）とされ、小葉田淳が最初に紹介した。曲亭馬琴の『椿説弓張月』などに為朝伝説が取り入れられ、琉球処分後の1922年（大正11年）、運天港近くに東郷平八郎の揮毫による「源為朝公上陸之跡石碑」が建立した。
薩摩侵入後の1650年に編纂された、『中山世鑑』の編集者である羽地朝秀は、いわゆる「日琉同祖論」を唱え、舜天と為朝伝説を合わせた人物であり、薩摩藩主・島津氏が「源氏」を称していることから、それにへつらった羽地の創作であると言われている。しかし、1605年（慶長10年）の袋中著『琉球神道記』にも為朝伝説は記されていることから、薩摩侵入以前からすでに琉球に当伝説はあって、羽地朝秀の作為によるものと断定できない。また小葉田淳によれば、『幻雲文集』から、1527年（大永7年）頃に月舟は琉球の僧であった鶴翁に尋ねた際、『中山世鑑』の舜天と為朝に関係する記述の内容は琉球において周知されていなかったと述べている。しかし、小葉田はジョアン・ロドリゲスの『日本教会史』から、16世紀後半には為朝が琉球に渡来したという話が日本本土から琉球に伝わり、『琉球神道記』に琉球における為朝の記事が記されたとしている。
『中山世鑑』の為朝伝説は、『保元物語』を基にしているが、東恩納寛惇は、『保元物語』が史実だとしても、どれほどの信頼性があるものか疑わしく、それを確かめる術はないとしている。しかし、加藤三吾が琉球の為朝伝説を否定した論文を発表した後の1906年（明治39年）から1908年（明治41年）にかけて、東恩納は計6本の反論文を書き上げ、どれも『中山世鑑』の舜天が為朝の子であるという記述は否定できないとする内容であった。東恩納は『おもろさうし』の中の一句を為朝の運天港上陸を詠ったおもろだと解して加藤に反論し、さらに伊波普猷と真境名安興も東恩納と基本的に同じ見解で、『中山世鑑』における為朝伝説の記事を否定してない。彼らが為朝伝説に関わる史記の記述を否定しなかった理由として、島村幸一は、舜天が源氏の血統を引き継いでいることで、「皇国」との関係を示唆し、琉球処分後に日本へ組み込まれた「沖縄」を擁護しようとしたのか、あるいは、為朝伝説が想像以上に琉球に定着していたのではないかと述べている。
沖縄県国頭郡今帰仁村の運天（うんてん）という地名があるが、為朝が「運を天に任せて」上陸した場所と言い伝えられ、「運天」となったとされ、また、琉球を離れた為朝を舜天とその母が帰りを待ちわびたとされる浦添市の牧港（まきみなと）は、「待ちみなと」に由来しているといわれている。しかし、古くから「運天」は「くもけな（雲慶名）」から、「牧港」は「まひなと（真比港）」から転訛した地名であって、為朝伝説による地名由来説は後世に付けられたものである。

## 『椿説弓張月』にみる舜天
曲亭馬琴は家族とともに、琉球使節団の行列（江戸上り）を見学した。これを機に、『椿説弓張月』は、『保元物語』に登場する源為朝を主人公とし、保元の乱で伊豆大島へ流刑となった為朝が琉球へ渡来したという伝説を構想にして書き上げた作品である。また、『水滸伝』の李俊が暹羅に渡り国王になったという話を為朝に置き換えて作られ、その子供・「舜天丸（すてまる）」が国王として琉球を治めるという内容を含んでいる。馬琴は琉球について、徐葆光の『中山伝信録』と森島中良の『琉球談』などを参考にして解説し、当時の日本人にとって、異国情緒のある琉球を舞台に仕上げている。『椿説弓張月』の登場人物は、『中山伝信録』と『琉球談』から多く取り入れられ、「舜天丸」は、舜天のモデルであるが、母は大里按司の妹ではなく、阿多忠国の娘「白縫（しらぬい）」としている。作中の「利勇」は、天孫氏25代を滅亡させた利勇がモデルであるが、作中における最大の敵は彼ではなく、馬琴が作り上げた妖僧「曚雲（もううん）」である。
「源為朝」と「白縫」の間に生まれた「舜天丸」は、為朝の臣下・「紀平治（きへいじ）」によって育てられた。「舜天丸」に武芸や文字を教えたところ、10歳で「紀平治」よりも全てにおいて優れた若者となった。その頃、琉球の国王の側近・「利勇」が実権を握り、政治をほしいままにしていたので、国は乱れ、衰退していた。しかし、「曚雲」という妖僧が、国王を殺害し、また「利勇」も討たれたので、「曚雲法君（もううんほうくん）」と名乗り、琉球を支配した。その後、「舜天丸」は「曚雲」を倒し、文治3年（1187年）12月15日、17歳にして中山王の位を授かり、「舜天王（しゅんてんおう）」と称した。彼は善政を行い、琉球は治世安楽となり、国民は繁盛したという。

## 陵墓・拝所
沖縄県中頭郡北中城村の仲順（ちゅんじゅん）に、「ナスの御嶽」とよばれる御嶽がある。その中に石垣があり、その奥の岩が当御嶽の本体（イベ）で、さらにその岩の上に、舜天と舜馬順煕の二人の王を葬ったとされるコンクリート製の墓が存在する。また、伝承によれば、義本も葬られているとされ、「ナスの御嶽」は「義本王の墓」とも呼ばれている。
同県南城市字大里の南風原地区に所在する「食栄森（いいむい）御嶽」に、舜天を葬ったとされる墓がある。御嶽の基壇の中央に、頂上に宝珠のついた円筒形の墓があり、周辺住民はこれを「ボーントゥー墓」と呼んでいる。戦前まで、毎年中城御殿の使者も、この墓に拝みに来ていたという。沖縄戦終結直後に、修理をかねて墓の中を調査したところ、人骨と水晶、銅鏡が発見されている。また同字の西原地区に、舜天の母と伝えられる大里按司の妹の墓があり、「ウミナイ御墓」と呼ばれる。
崇元寺に、舜天から尚泰王までの歴代琉球国王の位牌が祀られていたが、沖縄戦により建物は焼失した。また、そこに舜天のものと言われる鏑矢が保管されていたという。浦添城東端部に位置する「為朝岩（ためともいわ）」と呼ばれる岩は、舜天と英祖の子息を祀った拝所となっている。